# Sywaske
Sywaske (ukrainisch Сиваське; russisch Сивашское Siwaschskoje) ist eine Siedlung städtischen Typs im Osten der ukrainischen Oblast Cherson mit etwa 4400 Einwohnern (2014).
Sywaske wurde 1816 als Karakut (Каракут) gegründet, trug später bis 1935 den Namen Рождественське Roschdestwenske / Різдвянка Risdwjanka und erhielt 1960 den Status einer Siedlung städtischen Typs. Von 1923 bis 1962 war der Ort mit Unterbrechungen der Hauptort des Rajons Sywaske.
Sywaske liegt 18 km östlich vom ehemaligen Rajonzentrum Nowotrojizke und 180 km südöstlich der Oblasthauptstadt Cherson entfernt.
Am 12. Juni 2020 wurde die Siedlung ein Teil der neugegründeten Siedlungsgemeinde Nowotrojizke, bis dahin bildete sie die gleichnamige Siedlungsratsgemeinde Sywaske (Сиваська селищна рада/Sywaska selyschtschna rada) im Osten des Rajons Nowotrojizke.
Seit dem 17. Juli 2020 ist sie ein Teil des Rajons Henitschesk.

## Söhne und Töchter der Ortschaft
- Stepan Sosnowyj (1896–1961), ukrainisch-sowjetischer Agronom und Ökonom sowie Autor der ersten umfassenden Studie des Holodomor